# Žužemberk
Žužemberk (původně německy Seisenberg) je vesnice a administrativní centrum občiny v Jihovýchodním slovinském regionu. Žije zde přibližně 1 100 obyvatel. Rozkládá se na obou březích řeky Krka.

## Pamětihodnosti
V obci nad řekou stojí hrad, jehož nejstarší podoba pochází ze 13. století. Z období okolo 16. století je sedm velkých věží nacházející se na hradbách. Jeho vlastníky byla od roku 1538 až do druhé světové války rodina Auerspergů. Během války byl hrad těžce bombardován a poškodil jej také požár. V šedesátých letech 20. století letech však došlo k rekonstrukci, po níž se vrátil do svého původního stavu a je nyní turisty hojně navštěvován.